# Берестинский район
Берестинский район (укр. Берестинський район, до 2024 года — Красноградский район) — административная единица на юго-западе Харьковской области Украины. Административный центр — город Берестин.

## География

### Расположение
Район граничит с Богодуховским, Харьковским, Чугуевским и Лозовским районами Харьковской области, а также с Полтавским районом Полтавской области и Самаровским районом Днепропетровской области.

### Климатография
Район расположен в лесостепной зоне. Климат — умеренно континентальный. Среднегодовые температуры — летняя — +19,7 °C, зимняя — 5,1 °C. Среднее количество осадков — 563 мм. Типичные пейзажи — степь, небольшие леса. Почвы плодородны — преимущественно чернозёмы.

### Гидрография
По территории района протекают 5 рек. Основная река — Берестовая.

### Природные ресурсы
Формирующие глины, глины для глинистых растворов, песчаники, строительные и стекольные пески, глины для выработки кирпича, природный газ, запасы каменной соли и калийно-магниевые соли (бишофиты).

## История

### Российская империя
Началом основания Берестина было сооружение в 1731—1733 годах Белёвской крепости в составе так называемой Украинской линии. Автором проекта, по которому построили Украинскую линию, был генерал Иоганн-Бернгард Вейсбах. Известно, что в 1730 году он представил правительству проект об укреплении южных границ Российского государства. Военная коллегия 25 мая 1730 года поручила генералу фортификации Дебреньи изучить местность между реками Орелью и Северским Донцом с целью сооружения там укреплённой линии.
На этом месте в 1733 году разместился один из 20 ландмилитских полков, который был сформирован в городе Белёв Тульской губернии. От названия города получил название полк, а крепость, в которой он поселился, стала называться Белёвской.
За полвека (1731—1784) вокруг Белёвской крепости вырос городок в котором проживало 617 человек, насчитывалось 130 домов, 3 кузницы, около 20 магазинов, несколько кабаков; ежегодно проводилось 3 ярмарки.
Остатки крепости сохранились до наших дней. В 1778 году Белёвская крепость стала уездным центром Азовской губернии. К этому времени она потеряла любое оборонительное значение и указом Екатерины II в 1784 году в честь внука императрицы Константина Павловича была переименована в город Константиноград.
С 1802 года город становится уездным центром новообразованной Полтавской губернии. Город постепенно растёт и уже в 90-е годы XIX века здесь существовало 26 промышленных предприятий, на которых работало 379 рабочих.
В 1895—1897 годах в уезде строится железная дорога Полтава — Константиноград — Лозовая, которая существенно поспособствовала развитию сельского хозяйства и промышленности уезда. В 1898 году в Константинограде была построена железнодорожная станция.
Район образован в УССР в 1923 году постановлением Президиума Всеукраинского центрального исполнительного комитета № 315 от 7 марта 1923 года.
17 июля 2020 года в рамках украинской административно-территориальной реформы по новому делению Харьковской области район был укрупнён, в его состав вошли территории:
- Красноградского района,
- Зачепиловского района,
- Кегичёвского района,
- Сахновщинского района,
- частично Нововодолажского района (Староверовская сельская община).

В 2024 году район вместе с городом был переименован в Берестинский.

## Население
Численность населения района в укрупнённых границах — 108,9 тыс. человек.
Численность населения района в границах до 17 июля 2020 года по состоянию на 1 января 2020 года — 43 034 человека, из них городского населения — 20 272 человека (город Красноград), сельского — 22 762 человека. В 1966 году население района составляло 47 244 человека.

## Административное устройство
Район в укрупнённых границах с 17 июля 2020 года делится на 6 территориальных общин (громад), в том числе 1 городскую, 3 поселковые и 2 сельские общины (в скобках — их административные центры):
- Городские:
  - Красноградская городская община (город Красноград);
- Поселковые:
  - Зачепиловская поселковая община (пгт Зачепиловка),
  - Кегичёвская поселковая община (пгт Кегичёвка),
  - Сахновщинская поселковая община (пгт Сахновщина);
- Сельские:
  - Наталинская сельская община (село Наталино),
  - Староверовская сельская община (село Староверовка).

### История деления района

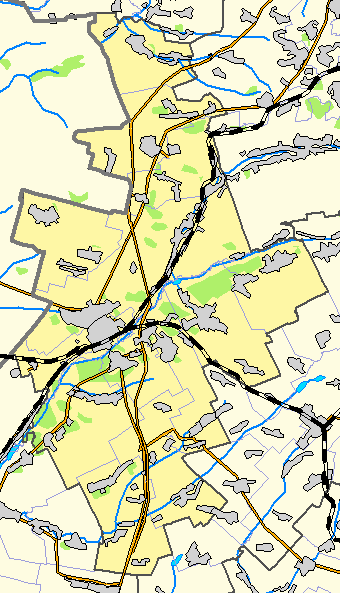
Район в старых границах до 17 июля 2020 года

Район в старых границах до 17 июля 2020 года включал в себя
| - Городских советов: 1 - Сельских советов: 13 | - Городов: 1 - Посёлков: 7 - Сёл: 48 |

Местные советы (в старых границах до 17 июля 2020 года):
| Красноградский городской совет Владимировский сельский совет Зорянский сельский совет Кириловский сельский совет Кобзовский сельский совет Крестищенский сельский совет Мартыновский сельский совет | Наталинский сельский совет Николо-Камышеватский сельский совет Октябрьский сельский совет Петровский сельский совет Песчанский сельский совет Поповский сельский совет Сосновский сельский совет |

Населённые пункты (в старых границах до 17 июля 2020 года):
| с. Александровка пос. Балки с. Березовка с. Берестовенька с. Варваровка с. Вишнёвое с. Владимировка с. Вознесенское с. Вольное с. Высокое с. Гадяч с. Горчаковка с. Граново с. Добренькая пос. Дослидное пос. Дружба с. Зоряное с. Ивановское с. Калиновка | с. Каменка с. Кирилловка с. Кобзевка с. Кобзевка Вторая с. Кобцевка с. Копанки г. Красноград с. Крестище пос. Кумы с. Липянка с. Лукашовка с. Мартыновка с. Маховик с. Мокрянка с. Наталино с. Николо-Камышеватая с. Новопавловка с. Новоселовка с. Отрадовка | с. Оленовка с. Ольховый Рог с. Першотравневое с. Песчанка с. Петровка пос. Покровское с. Поповка с. Раздолье пос. Садовое с. Светлое с. Сосновка пос. Степовое с. Тишенковка с. Украинка с. Ульяновка с. Червоное с. Шкаврово с. Ясная Поляна |

Ликвидированные населённые пункты (в старых границах до 17 июля 2020 года):
| с. Катериновка | пос. Ленинское (Наталинский сельский совет) | с. Новомихайловка |

## Экономика
Красноградский район — район сельскохозяйственный, который насчитывает 29 сельскохозяйственных предприятий разных форм собственности. Специализируется на выращивании зерновых и технических культур, выращивании крупного рогатого скота мясомолочного направления, свиноводстве, птицеводстве.
Площадь сельскохозяйственных угодий (по всем товаропроизводителям, включая подсобные хозяйства) — 79,1 тыс. гектара, из них: пашне — 65,5 тыс. гектаров; пастбища — 7,7 тыс. гектаров.

## Транспорт
Через район проходят автомагистрали Харьков — Симферополь, Красноград — Полтава. От железнодорожного узла станции Красноград (до 1964 года — станция Константиноград) протянулись линии на Днепропетровск, Полтаву, Харьков и Лозовую. Эксплуатационная длина: железнодорожных путей — 47,9 км; автомобильных дорог общегосударственного, областного и местного значения — 349,5 км.